# Asthenolabus vitratorius
Asthenolabus vitratorius là một loài tò vò trong họ Ichneumonidae.